# پوتاکا (پاسکو)
پوتاکا (به اسپانیایی: Putaqa) یک کوه در پرو است که در Peru, Pasco Region واقع شده‌است. پوتاکا ۴٬۰۰۰ متر بالاتر از سطح دریا واقع شده‌است.